# Новогусарівська сільська рада
Новогусарівська сільська́ ра́да — колишній орган місцевого самоврядування в Балаклійському районі Харківської області. Адміністративний центр — село Нова Гусарівка.

## Загальні відомості
- Червоногусарівська сільська рада утворена в 1921 році.
- Територія ради: 48,835 км²
- Населення ради: 1 188 осіб (станом на 2001 рік)
- Територією ради протікає річка Сіверський Донець.

## Населені пункти
Сільській раді підпорядковані населені пункти:
- с. Нова Гусарівка
- с. Байрак
- с. Щурівка

## Склад ради
Рада складається з 16 депутатів та голови.
- Голова ради: Кононов Вячеслав Григорович
- Секретар ради: Шелехань Антоніна Василівна

### Керівний склад попередніх скликань
| Прізвище, ім'я, по батькові    | Основні відомості                                                         | Дата обрання | Дата звільнення |
| ------------------------------ | ------------------------------------------------------------------------- | ------------ | --------------- |
| Окомельченко Тетяна Миколаївна | Сільський голова, 1953 року народження, позапартійна                      | 26.03.2006   | 31.10.2010      |
| Кононов Вячеслав Григорович    | Сільський голова, 1980 року народження, освіта вища, член Партії регіонів | 31.10.2010   |                 |

Примітка: таблиця складена за даними сайту Верховної Ради України

### Депутати
За результатами місцевих виборів 2010 року депутатами ради стали:

#### За суб'єктами висування
| Суб'єкт висування            | Кількість обраних депутатів | %    |
| ---------------------------- | --------------------------- | ---- |
| Партія регіонів              | 15                          | 93,8 |
| Соціалістична партія України | 1                           | 6,3  |

#### За округами
| № округу                     | Прізвище, ім'я, по батькові    | Дата визнання обраним | Освіта             | Партійна приналежність             | Відомості про обраного депутата                                    |
| ---------------------------- | ------------------------------ | --------------------- | ------------------ | ---------------------------------- | ------------------------------------------------------------------ |
| Партія регіонів              |                                |                       |                    |                                    |                                                                    |
| 1                            | Алекін Володимир Петрович      | 01.11.2010            | середня спеціальна | позапартійний                      | ВАТ"Харківгаз", слюсар                                             |
| 2                            | Дранник Анатолій Володимирович | 01.11.2010            | вища               | член Партії регіонів               | БМУВГ, машиніст насосної станцій                                   |
| 4                            | Плошенко Михайло Іванович      | 01.11.2010            | середня            | член Партії регіонів               | ВАТ «Укртелеком», водій                                            |
| 5                            | Сарай Оксана Василівна         | 01.11.2010            | вища               | член Партії регіонів               | ДОТ «Олімпія», бухгалтер                                           |
| 6                            | Борисенко Леонід Іванович      | 01.11.2010            | вища               | позапартійний                      | БМУВГ, начальник дільниці                                          |
| 7                            | Приходько Іван Іванович        | 01.11.2010            | середня спеціальна | член Партії регіонів               | БЦРЛ, масажист                                                     |
| 8                            | Шелехань Антоніна Василівна    | 01.11.2010            | вища               | позапартійна                       | Червоногусарівська сільська рада, секретар                         |
| 9                            | Назаренко Маріанна Олексіївна  | 01.11.2010            | вища               | член Партії регіонів               | ТОВ «Сорт нас.овоч», завідувачка заготпункту                       |
| 10                           | Шелехань Юрій Миколайович      | 01.11.2010            | вища               | позапартійний                      | ВАТ «Укртелеком», начальник                                        |
| 11                           | Бондаренко Олександра Іванівна | 01.11.2010            | середня            | позапартійна                       | Червоногусарівська загальноосвітня школа, завідувачка господарства |
| 12                           | Бондаренко Ольга Олександрівна | 01.11.2010            | вища               | позапартійна                       | фельдшерсько-акушерський пункт с. Щурівка, завідувачка             |
| 13                           | Ніколенко Віктор Володимирович | 01.11.2010            | вища               | член Партії регіонів               | Відділ освіти Балаклійської райдержадміністрації, інженер          |
| 14                           | Крюкова Ольга Олексіївна       | 01.11.2010            | середня            | член Партії регіонів               | тимчасово не працює                                                |
| 15                           | Бєлєвцов Руслан Юрійович       | 01.11.2010            | вища               | член Партії регіонів               | приватний підприємець                                              |
| 16                           | Марченко Олена Миколаївна      | 01.11.2010            | середня спеціальна | позапартійна                       | тимчасово не працює                                                |
| Соціалістична партія України |                                |                       |                    |                                    |                                                                    |
| 3                            | Ваврійчук Тетяна Вікторівна    | 01.11.2010            | вища               | член Соціалістичної партії України | ВАТ ХПП, заступник директора                                       |